# Solenostoma atrovirens
Solenostoma atrovirens là một loài rêu tản trong họ Jungermanniaceae. Loài này được (Dumort.) K. Müller miêu tả khoa học lần đầu tiên năm 1942.